# Réka Tenki
Réka Tenki (Debrecen, 18 giugno 1986) è un'attrice teatrale, cinematografica e televisiva ungherese.

## Biografia
Figlia d'arte (il padre ed il fratello hanno esperienza di recitazione teatrale), dopo avere avuto nel 2003 un ruolo nell'opera Giulietta e Romeo si iscrisse all'università di arte drammatica e cinematografica Színház- és Filmművészeti Egyetem di Budapest, dove ebbe come docenti Gábor Zsámbéki e Sándor Zsótér.
Svolse il tirocinio presso il Teatro Nazionale Csokonai di Debrecen e, dopo il diploma, presso il Teatro Katona József di Budapest. Ottenne due importanti riconoscimenti per il ruolo di Anna Fjodorovna nell'opera teatrale Barbari di Gor'kij. Nel 2016 ottenne il Premio della Critica Teatrale (Színikritikusok Díj) come migliore protagonista femminile dell'opera ad unica interprete Egyasszony.
È saltuariamente attiva anche nell'ambito della musica e della danza tradizionale.
Dopo avere lavorato nelle compagnie del Teatro Katona József e del Teatro Nazionale di Budapest, è dal 2016 membro della compagnia del Teatro Örkény István della capitale ungherese.

### Vita privata
È sposata con Sándor Csányi, attore teatrale; la coppia ha due figli.

## Filmografia parziale

### Cinema
- Kovács Éva (2005)
- Polygamy (2009)
- Diamond Club (2011)
- Szabadesés (2014)
- Corpo e anima  (Testről és lélekről) (2017)
- Csandra szekere (2017)
- Budapest Noir (2017)
- Nyitva (2018)
- Seveled (2019)
- Becsúszó szerelem (2021)
- A hattyú (2022)
- A pokol élővilága (2023)

### Televisione
- Tűzvonalban (serie) (2007)
- Géniusz, az alkimista (2009)
- Szabadság – Különjárat (2013)
- Csak színház és más semmi (2017)
- Mária Terézia (2018)
- Mellékhatás (2020–)

## Premi
- POSZT, il premio di Fidelio Est - Miglior attrice sotto i trent'anni (2009)
- Premi della critica: 
  - migliore promessa teatrale (Stagione 2008/2009)
  - migliore attrice protagonista (Egyasszony - 2016)
- Junior Prima díj (2010)
- Arany Medál díj - Attrice dell'anno (2013)[4]
- Jászai Mari-díj (2018)
- Shooting Stars Award (2018)